# محمد محمود (عسكري)
محمد محمود، المعروف أيضا باسم أبو أسامة الغريب، هو عسكري نمساوي مصري الأصل وقائد أعلى في الدولة الإسلامية في العراق والشام.